# Макарий II (архиепископ Кипрский)
Архиепи́скоп Мака́рий II (греч. Αρχιεπίσκοπος Μακάριος Β΄, в миру Михаи́л Хараламбус Папаиоанну, греч. Μιχαήλ Χαραλάμπους Παπαϊωάννου; 1870, Продромос, район Лимасол — 28 июня 1950, Никосия) — епископ Кипрской православной церкви, Архиепископ Новой Юстинианы и всего Кипра.

## Биография
Родился в 1870 году в селе Продромос, которое было расположено в долине Маратаса. От её византийского названия Мирианфуса он стал именовать себя Мирианфевс. Ранее такое же прозвище взял себе другой уроженец этого села, архиепископ Макарий I.
Окончил начальную школу в селе Лемиту, среднее образование получил в Греческой школе в Никосии. В 1895 году принял монашеский постриг с именем Макарий и был рукоположен во иеродиакона. Продолжил обучение в Великой школе нации в Константинополе и в богословской школе на острове Халки. В 1900 году поступил на богословский факультет Афинского университета, в 1905 году — в аспирантуру в Женеве, а затем в Оксфордский университет. В 1908 году вернулся на Кипр, был назначен проповедником Китийской митрополии и одновременно преподавал в учебных заведениях Ларнаки. В 1911 году продолжил церковное служение в Александрии, патриарх Фотий рукоположил его во иерея и возвёл в сан архимандрита.
Во время Балканских войн отправился добровольцем в греческую армию и служил войсковым проповедником. Был награжден медалью, серебряным крестом кавалеров ордена Спасителя и большим крестом ордена Феникса.
В 1915 году возвратился на Кипр и был назначен архимандритом Архиепископии и секретарём Синода. В 1916 году был одним из кандидатов на выборах архиепископа Кипрского. 20 марта 1917 года избран митрополитом Киринийским и занимал эту должность в течение 30 лет. Став митрополитом Киринийским, организовал сбор денег на покупку военного самолёта, который был передан в дар от Киринии вооруженным силам Греции. Активно строил храмы, начальные школы и гимназии (в Киринии, Айос-Амвросиосе, Лапитосе, Морфу, Эвриху, Педуласе, Авлоне), в 1922 году построил новый митрополичий дворец в Киринии. Скромный в личном быту митрополит Макарий старался улучшить уровень жизни сельского населения и клира, первым ввёл в своей епархии 13-ю зарплату для священников.
В политическом отношении являлся сторонником энозиса (присоединения Кипра к Греции) и непримиримым противником британских колониальных властей. В октябре 1931 года вместе с митрополитом Китийским Никодимом (Милонасом) был изгнан с Кипра колониальными британскими властями по обвинению в активном участии в подготовке вооружённого восстания на Кипре. В 1931—1946 годы митрополит Макарий проживал в Афинах. Он смог возвратиться на Кипр только 22 декабря 1946 года.
16 ноября 1933 года скончался архиепископ Кирилл III. Митрополит Пафский Леонтий (Леонтиу), оставшийся единственным иерархом на острове, стал местоблюстителем архиепископского престола. Выборы архиепископа несколько раз откладывались. Митрополит Макарий и митрополит Леонтий договорились о том, что не будут выдвигать свои кандидатуры на выборах, хотя оба являлись самими авторитетными из претендентов. Тем не менее Леонтий 20 июня 1947 года, хотя и против своей воли, был избран архиепископом, что вызвало протест со стороны митрополита Макария. Конфликт удалось уладить благодаря посредничеству митрополита Деркского Иоакима и других архиереев.
После смерти архиепископа Леонтия 26 июля 1947 года митрополит Макарий стал местоблюстителем архиепископского престола, так как архиепископ Леонтий не успел заместить вакантные Китийскую и Пафосскую митрополичьи кафедры, и таким образом митрополит Макарий оставался единственным иерархом на Кипре.
Левые силы, не желая избрания митрополита Макария, высказывались в пользу выдвижения кандидатуры Иоакима Деркского. Тот не возражал против участия в выборах, но Константинопольский патриарх, который, как и греческое правительство, поддерживали митрополита Макария, велел Иоакиму срочно покинуть Кипр. Константинопольская Патриархия направила на Кипр для восполнения необходимого числа кандидатов еще 2 архиереев — митрополитов Адамантия Пергамского и Максима Сардского. 24 декабря 1947 года Макарий Киринийский был избран архиепископом и в тот же день интронизирован как Макарий II. После этого были замещены вдовствующие кафедры: митрополитом Пафским стал бывший игумен Киккского монастыря Клеопа (Пападимитриу), Киринийским — Киприан (Кириакидис), Китийским — архимандрит Макарий (Мускос). Постриженики Киккского монастыря Киприан и Макарий находились в момент своего избрания на обучении в США, но немедленно вернулись на Кипр.
Архиепископ Макарий II был сторонником объединения с Грецией и непримиримым противником сотрудничества с англичанами, отвергавшим обсуждение каких-либо предложений о новой конституции и предоставлении некоторых политических свобод. Под влиянием гражданской войны в Греции он резко осудил коммунистическое движение на Кипре (13 июня 1948). 13 июля 1948 года по инициативе Макария II был создан Совет этнархии (или Этнархия) из духовенства и мирян, имевший консультативные функции по национальным и политическим вопросам. При Совете постоянно действовало Бюро этнархии (возглавляемое митрополитом Китийским Макарием), которое сыграло важную роль в национально-освободительной борьбе. На митинге 3 октября 1948 года в Никосии Макарий призвал киприотов быть верными Богу и Греции и продолжать «всей душой и всеми силами борьбу за свободу с единственным и неизменным лозунгом: Энозис и только энозис!». В связи с событиями гражданской войны в Греции архиепископ Макарий резко осуждал кипрских коммунистов и «приказал своим священникам не совершать богослужения и христианского погребения коммунистов и сочувствующих им лиц».
В декабре 1949 года Макарий II и Совет этнархии призвали к проведению плебисцита по вопросу присоединения Кипра к Греции. Опрос проводился 7 дней в январе 1950 года за объединение с Грецией высказалось 95,7 % греков-киприотов (учитывая, что британские власти запретили принимать в нем участие госслужащим и учителям).
В период британского правления остро стояла проблема церковного образования кипрских клириков. Поэтому важным событием стало открытие в 1949 года семинарии имени апостола Варнавы. На тот момент это было единственное учебное заведение для духовенства после закрытия в 1932 году Всекипрского церковного училища в Ларнаке. Первым директором семинарии стал архимандрит Дионисий (Харалампус) (впоследствии митрополит).
Скончался 28 июня 1950 года в Никосии в возрасте 80 лет. Похороны состоялись на следующий день в Никосии. Он был последним кипрским иерархом, которого по кипрскому обычаю хоронили сидя.